# Поповское сельское поселение (Ростовская область)
Поповское сельское поселение — муниципальное образование в Кашарском районе Ростовской области.
Административный центр поселения — слобода Поповка.

## Административное устройство
В состав Поповского сельского поселения входят:
- слобода Поповка;
- хутор Будановка;
- посёлок Дибровый;
- село Каменка;
- хутор Первомайский;
- хутор Почтовый;
- хутор Семёновка.

## Население
| 2010  | 2012  | 2013  | 2014  | 2015  | 2016  | 2017  |
| ----- | ----- | ----- | ----- | ----- | ----- | ----- |
| 2747  | ↘2700 | ↘2680 | ↘2622 | ↘2563 | ↗2580 | ↘2555 |
| 2018  | 2019  | 2020  | 2021  |       |       |       |
| ↘2513 | ↘2487 | ↘2451 | ↗2465 |       |       |       |